# Prvenstvo Anglije 1920
Prvenstvo Anglije 1920 v tenisu.

## Moški posamično
Bill Tilden :  Gerald Patterson, 2-6, 6-2, 6-3, 6-4

## Ženske posamično
Suzanne Lenglen :  Dorothea Lambert-Chambers, 6-3, 6-0

## Moške dvojice
Chuck Garland /  Richard Norris Williams :  Algernon Kingscote /  James Parke, 4–6, 6–4, 7–5, 6–2

## Ženske dvojice
Suzanne Lenglen /  Elizabeth Ryan :  Dorothea Lambert-Chambers /  Ethel Larcombe, 6–4, 6–0

## Mešane dvojice
Suzanne Lenglen /  Gerald Patterson :  Elizabeth Ryan /  Randolph Lycett, 7–5, 6–3